# Los Linares
Los Linares är en ort i Mexiko.   Den ligger i kommunen Miacatlán och delstaten Morelos, i den sydöstra delen av landet, 80 km söder om huvudstaden Mexico City. Los Linares ligger 1 123 meter över havet och antalet invånare är 388.
Terrängen runt Los Linares är kuperad norrut, men söderut är den platt. Terrängen runt Los Linares sluttar söderut. Runt Los Linares är det ganska tätbefolkat, med 120 invånare per kvadratkilometer. Närmaste större samhälle är Temixco, 14,3 km nordost om Los Linares. I omgivningarna runt Los Linares växer huvudsakligen savannskog.